# Kommunalvalget i Lyngby-Taarbæk Kommune 2021
Kommunalvalget i Lyngby-Taarbæk Kommune 2021 blev afholdt, som del af kommunal- og regionsrådsvalg i Danmark 2021 tirsdag 16. november 2021.
Der skal vælges 21 medlemmer af kommunalbestyrelsen, og der kræves 11 mandater for at danne et flertal. Siddende borgmester er Sofia Osmani fra Det Konservative Folkeparti, som ved valget i 2013 vandt over Venstres Søren P. Rasmussen. Konservative har med undtagelse af en enkelt valgperiode 2009-2013, hvor Venstre havde borgmesterposten, haft borgmesterposten uafbrudt siden 1950, oftest i samarbejde med Socialdemokratiet i den såkaldte Lyngby-model. Ved valget i 2017 var Det Konservative Folkeparti med Osmani i spidsen dog blot ét mandat fra absolut flertal i kommunalbestyrelsen.
Venstre stiller dette år med ny spidskandidat efter at tidligere borgmester Søren P. Rasmussen i 2020 stoppede i lokalpolitik efter 20 år i byrådet.
I alt stiller 88 kandidater op fordelt på 12 partier. Der er anmeldt følgende valgforbund:
| Valgforbund   | Partier                            |
| ------------- | ---------------------------------- |
| Valgforbund 1 | B. Radikale Venstre                |
|               | E. Lokallisten Vores Kommune - LTK |
|               | F. Socialistisk Folkeparti         |
|               | G. Veganerpartiet                  |
|               | Ø. Enhedslisten                    |
| Valgforbund 2 | C. Det Konservative Folkeparti     |
|               | O. Dansk Folkeparti                |
|               | V. Venstre                         |
|               | Q. Bydelenes Stemmer               |
| Valgforbund 3 | D. Nye Borgerlige                  |
|               | I. Liberal Alliance                |

Lokallisten Vores Kommune - LTK, Dansk Folkeparti og Enhedslisten opstiller med partiliste. De øvrige partier opstiller sideordnet.

## Valgte medlemmer af kommunalbestyrelsen
| Mandatnr. | Navn                     | Parti                       |
| --------- | ------------------------ | --------------------------- |
| 1         | Sofia Osmani             | Det Konservative Folkeparti |
| 2         | Sigurd Agersnap          | Socialistisk Folkeparti     |
| 3         | John Tefke               | Det Konservative Folkeparti |
| 4         | Magnus von Dreiager      | Det Konservative Folkeparti |
| 5         | Cecilie Lindahl          | Radikale Venstre            |
| 6         | Charlotte Shafer         | Det Konservative Folkeparti |
| 7         | Simon Pihl Sørensen      | Socialdemokratiet           |
| 8         | Richard Sandbæk          | Det Konservative Folkeparti |
| 9         | Anne Grete Bülow         | Socialistisk Folkeparti     |
| 10        | Casper Strunge           | Det Konservative Folkeparti |
| 11        | Gitte Kjær-Westermann    | Radikale Venstre            |
| 12        | Christian Winther        | Det Konservative Folkeparti |
| 13        | Mette Schmidt Olsen      | Det Konservative Folkeparti |
| 14        | Bodil Kornbek            | Socialdemokratiet           |
| 15        | Henrik Bang              | Enhedslisten                |
| 16        | Christine Dal            | Venstre                     |
| 17        | Martin Vendel Nielsen    | Det Konservative Folkeparti |
| 18        | Karen Marie Pagh Nielsen | Socialistisk Folkeparti     |
| 19        | Karsten Andersen         | Det Konservative Folkeparti |
| 20        | Claus Bøgh Svenningsen   | Nye Borgerlige              |
| 21        | Michael M. Jørgensen     | Det Konservative Folkeparti |